# Our Worlds at War
Our Worlds at War è stato uno dei crossover a fumetti pubblicato negli Stati Uniti d'America dalla DC Comics nell'estate del 2001. Fu scritto da Jeph Loeb, Joe Casey,  Mark Schultz, Joe Kelly e Peter David; i disegnatori furono Mike Wieringo, Ed McGuinness, Doug Mahnke, Ron Garney e Leonard Kirk.

## Trama
Il crossover, che si presenta principalmente attraverso i titoli dei mensili Superman, Wonder Woman, e una serie di speciali unici su un particolare personaggio, vede gli eroi dell'universo DC alle prese con la minaccia della forza cosmica conosciuta come Imperiex che attacca la Terra.
Grazie al sacrificio di Strange Visitor e del Sergente Rock, le forze terrestri riuscirono a distruggere la protezione di Imperiex, per permettere a Darkseid di usare i Boom tube per trasferire la sua energia nelle galassie che egli aveva precedentemente distrutto. Brainiac-13 e Warworld apparvero sul campo di battaglia assorbendo l'energia di Imperiex, e promettendo di usarla per regolare ogni cosa.
Con un disperato stratagemma, Superman si tuffò nel cuore del Sole per aumentare a dismisura la sua forza. Realizzando rapidamente che Warworld non avrebbe potuto essere distrutto senza rilasciare Imperiex e innescare un altro Big Bang, Superman e il Segugio di Marte formarono un breve collegamento telepatico con i maggiori combattenti rimasti (tra i quali Darkseid, Lex Luthor, Steel e Wonder Woman) per esporre il loro nuovo piano. 